# Puavo
Puavo ist eine Anpassung der Linux-Distribution Debian für Schulen und besteht aus den zwei Bestandteilen Puavo Web und Puavo OS.

## Puavo Web
Mit Puavo Web werden Benutzer und Geräte verwaltet. Externe Anwendungen mit LDAP werden unterstützt.

## Puavo OS
Das Betriebssystem Puavo OS besitzt einen Gnome-Desktop; es sind z. B. Firefox und LibreOffice vorinstalliert. Auch ältere Computer werden unterstützt. Puavo OS hat seine Wurzeln im Linux Terminal Server Project.
Das Nutzer- und Gerätemanagement (NGM) in Puavo übernimmt die Verwaltung von Nutzer und Identitäten, die Verwaltung von Drucker und Druckarbeiten und die Verwaltung von Computern.

## Geschichte
Puavo wird seit 2005 von der Firma Opinsys für finnische Schulen entwickelt. Auch in Deutschland und in der Schweiz nutzen einzelne Schulen die Software.
Seit dem Jahr 2019 wird das System im Landkreis Harz (Sachsen-Anhalt) eingesetzt, im Jahr 2021 ist die Entscheidung gefallen, alle Schulen in Trägerschaft des Landkreises auf die Open-Source Lösung umzustellen.